# Abdelkader Pérez

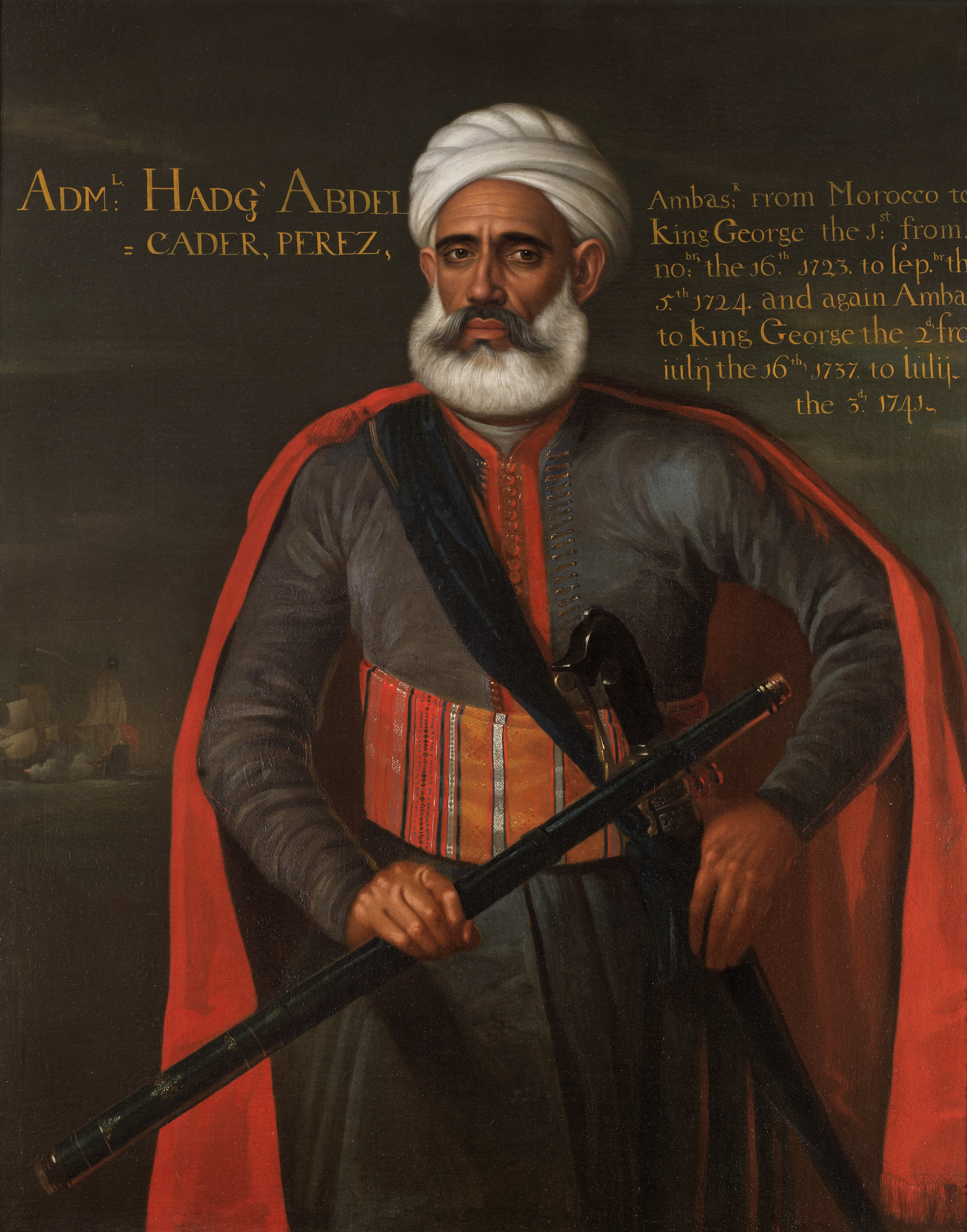
Embajador marroquí y almirante Abdelkader Pérez.

Haj Abdelkader Pérez fue un almirante  marroquí y embajador en Inglaterra en 1723 y en 1737. Almirante y embajador en Inglaterra en 1723 y de nuevo en 1737. El 29 de agosto de 1724, se reunió con el rey Jorge I y el Príncipe de Gales.